# حناویه
حناویه (به عربی: حناويه) یک منطقهٔ مسکونی در لبنان است که در شهرستان صور واقع شده‌است.
 حناویه   ۲۵۰ متر بالاتر از سطح دریا واقع شده‌است.